# Symphionema
- Commons
- Wikispecies

Symphionema é um género botânico pertencente à família Proteaceae.
1. ↑  «Symphionema — World Flora Online». www.worldfloraonline.org. Consultado em 19 de agosto de 2020